# Grab
Grab — службова утиліта від Apple для macOS, що використовується для отримання знімків екрана. Дозволяє отримати знімок обраної області, окремого вікна або всього екрану (з затримкою або без).
Програма виникла в OPENSTEP та NeXTSTEP і продовжувала попередньо встановлюватися Apple на macOS до версії 10.13 (High Sierra). Grab був замінений утилітою Screenshot в macOS 10.14 (Mojave).
Розташована в /Applications/Utilities/